# Eumetriochroa miyatai
Eumetriochroa miyatai är en fjärilsart som beskrevs av Tosio Kumata 1998. Eumetriochroa miyatai ingår i släktet Eumetriochroa och familjen styltmalar. Inga underarter finns listade i Catalogue of Life.